# ビリー・キルソン
ウィリアム・アール・"ビリー"・キルソン（William Earl "Billy" Kilson、1962年8月2日 - ）は、アメリカ合衆国のジャズ・ドラマー。「実力派ドラマー」と評されている。

## 経歴
キルソンは、ワシントンD.C.に生まれた。10歳でトランペットの演奏をはじめ、11歳でトロンボーン、次いで16歳でドラムスに転じた。1980年から1985年にかけてバークリー音楽大学に学び、1982年から1989年まで、アラン・ドーソンの個人レッスンを受けた。その後、ウォルター・デイヴィス・ジュニアのヨーロッパ・ツアーに参加した。
これまでのおもな共演相手には、アーマッド・ジャマル（1989年）、ダイアン・リーヴス（1989年 – 1995年）、グレッグ・オズビー（1991年）、ジョージ・デューク（1991–98年）、ステップス・アヘッド（1993年）、ティム・ヘイガンズ（1993年以降）、日野皓正（1994年 – 1998年）、ボブ・ジェームス（1995年以降）、デイヴ・ホランド（1997年以降）、ボブ・ベルデン（1997年）、ケヴィン・マホガニー（1998年）などがいる。この他にも、カーク・ウェイラム、フレディ・ジャクソン、クリス・ボッティ、ドナルド・ブラウンなどとも共演している。
キルソンの名は、ホランドとの共演で最もよく知られている。キルソンは、ホランドが グラミー賞の候補者に上がった1999年のアルバム『Prime Directive』や、グラミー賞を獲得した2002年のアルバム『What Goes Around』にも参加している。
キルソンは自身のカルテットを、ジェームス・ジーナスやティム・ヘイガンズらと組んでいる。リーダーとしてのデビュー作は、2006年の『Pots and Pans』である。

## ディスコグラフィ
- Pots and Pans （2006年）

### サイドマンとしての参加
デイヴ・ホランド作品
- Points of View (1997, ECM)
- Prime Directive (1998, ECM)
- Not for Nothin' (2000, ECM)
- What Goes Around (2002, ECM)
- Extended Play: Live at Birdland (2003, ECM)
- Overtime (2005, Dare2)